# Attaque d'Auno
L'attaque d'Aunoo est une attaque survenue au cours de la soirée du 9 février 2020 à Auno, dans l'État de Borno, dans le nord-est du Nigéria.

## Déroulement
Un groupe d'hommes lourdement armés dans des camions a perpétré des massacres, pillages, incendies criminels et enlèvements contre des civils à Auno, à environ 24 km à l'ouest de Maiduguri. L'attaque s'est produite sur l'Autoroute A3 qui relie Maiduguri à Potiskum dans l'État de Yobe. La plupart des victimes attendaient de se diriger vers l'est et avaient dû s'arrêter car l'armée avait fermé la route de Maiduguri. Beaucoup dormaient au début de l'attaque. Les insurgés ont tué au moins 30 personnes, détruit 18 véhicules et enlevé des femmes et des enfants.
Les assaillants sont soupçonnés d'être des membres de Boko Haram, un groupe djihadiste dont l'insurrection au Nigeria a commencé en 2009.